# 中根寛
中根 寛（なかね ひろし、1925年3月26日 - 2018年1月17日）は、日本の洋画家。繊細で清澄な点描が特徴である。東京芸術大学名誉教授。

## 経歴
愛知県額田郡豊富村夏山（現・岡崎市夏山町）に生まれた。額田郡本宿村（現・岡崎市本宿町）で少年時代を過ごす。1931年（昭和6年）4月、父親が校長を務めていた本宿尋常小学校（現・岡崎市立本宿小学校）に入学。高等科を経て、1937年（昭和12年）に愛知県岡崎中学校（現・愛知県立岡崎高等学校）に入学。中学で東京美術学校（現・東京芸術大学）出身の図画教師の山本鍬太郎と出会い、山本から絵を描くことの楽しさを教えられる。
1939年（昭和14年）、愛知県岡崎師範学校（愛知教育大学の前身）に入学。杉山新樹から本格的な洋画の指導を受ける。1944年（昭和19年）、同校を卒業し、宇都宮陸軍飛行学校に入学。1945年（昭和20年）、母校の本宿国民学校に教師として赴任。
1949年（昭和24年）に東京芸術大学が設置されると、第1回生として美術学部油画科に入学し、安井曾太郎、伊藤廉、林武、小磯良平、山口薫、牛島憲之に師事している。1953年（昭和28年）に東京芸術大学美術学部油画科を卒業し、卒業制作が第1回大橋賞を受賞した。1955年（昭和30年）には東京芸術大学美術学部専攻科（油画）を修了している。1959年（昭和34年）には黒土会を結成した。
1962年（昭和37年）には東京都美術館で開催された現代日本美術展に出品した。1964年（昭和39年）には東京の国立近代美術館で開催された安井賞候補新人展に出品した。1968年（昭和43年）には銀座の日動サロンで初個展を開催した。1969年（昭和44年）には半年にわたってヨーロッパとエジプトに滞在した。1971年（昭和46年）には日本橋三越本店で開催された「新鋭選抜展」で優秀賞を受賞した。1975年（昭和50年）には中国人民対外友好協会の招きにより中国を訪問した。
1978年（昭和53年）には東京芸術大学美術学部教授に就任。1985年（昭和60年）には岡崎市より「三州岡崎葵市民」として顕彰された。1986年（昭和61年）にはおフランスを取材旅行している。同年には東京芸術大学の美術学部長に就任した。1987年（昭和62年）には「東京芸術大学創立100周年記念展」に出品。1990年（平成2年）には東京芸術大学の名誉教授となった。1993年（平成5年）には岡崎市美術館で「中根寛自選展」を開催し、東京芸術大学大学美術館でも個展を開催している。
1994年（平成6年）には紺綬褒章を受章、1999年（平成11年）には勲三等瑞宝章を受章している。2000年（平成12年）には「中根寛画業50年展」を開催した。
2018年（平成30年）1月17日、死去。92歳没。
2020年（令和2年）11月28日から岡崎市美術博物館で「岡崎ゆかりの洋画家 中根寛の全貌展」（主催：岡崎市美術館）が開催される。

## 受賞・受章
- 1953年 第1回大橋賞
- 1971年 新鋭選抜展優秀賞
- 1985年 三州岡崎葵市民
- 1994年 紺綬褒章
- 1999年 勲三等瑞宝章